# فكتور ألكسندروف
فكتور ألكسندروف (بالروسية: Александров, Виктор Сергеевич)‏ هو لاعب كرة قدم روسي في مركز الدفاع، ولد في 14 فبراير 2002 في نيجني نوفغورود في روسيا.

## وصلات خارجية
- فكتور ألكسندروف على موقع قاعدة بيانات كرة القدم.إي يو (الإنجليزية)
- فكتور ألكسندروف على موقع Soccerway.com (الإنجليزية)
- فكتور ألكسندروف على موقع عالم كرة القدم.نت (الإنجليزية)